# Energy Hits
Energy Hits ist ein Schweizer Musiksender der Energy Broadcast AG, die auch Energy Zürich betreibt. Der Sender spielt rund um die Uhr ein Musikprogramm aus aktuellen Chartsongs. Grundlagen dafür sind die Charts aus den USA und Europa, die meistgehörten und am meisten gestreamten Songs auf Shazam, Spotify und YouTube.

## Geschichte & Zahlen
Energy Hits ging im Dezember 2017 auf Sendung. Es ersetzte auf DAB+ den Sender "Radio Del Mar" (Sendestart Dezember 2016). Del Mar ist fortan nur noch via Internet und App erreichbar. Nebst Energy Hits umfasst DAB-Angebot von Energy die Stationen aus Zürich, Basel und Bern sowie die Musiksender Schlager Radio, Vintage Radio und Rockit Radio (Stand: Juli 2021)
Im 1. Semester 2021 schalteten laut Mediapulse-Daten täglich rund 53'000 Hörerinnen und Hörer das Musikprogramm ein. Es ergibt sich eine durchschnittliche Hördauer von rund 24 Minuten.

## Empfang
Der Sender ist über DAB+ in der gesamten Deutschschweiz empfangbar. Ausserdem kann der Sender via Webseite und eigener App (für Android und iOS) gestreamt werden.

## Weitere Sender
Neben Energy Hits betreibt die Energy Broadcast AG auch die Musiksender Schlager Radio, Rockit Radio und Vintage Radio auf DAB+. Alle Sender zusammen erreichen in der Deutschschweiz täglich fast 277'000 Hörerinnen und Hörer (Mediapulse-Daten 1. Semester 2021, Montag – Sonntag).